# Михайлов Володимир Олександрович (астроном)
Володимир Олександрович Михайлов (1901—1955) — український радянський астроном, виконувач обов'язків директора Харківської обсерваторії в роки німецької окупації, який багато зробив для збереження обсерваторії в роки Німецько-радянської війни.

## Біографія
Народився 1901 року в Харкові. Батько Олександр Варсонофійович Михайлов був лікарем, мати — домогосподарка. Мати померла, коли Володимиру було 5 років, і він жив з батьком до його смерті в 1919 році.
У 1911—1919 навчався в Харківській міській Першій чоловічій гімназії. У серпні 1919 року вступив на перший курс фізико-математичного факультету Харківського університету, але вже в листопаді 1919 року був призваний до білогвардійської Добровольчої армії. Служив у шпиталі, сам дуже багато хворів у цей час. У грудні 1920 року шпиталь, де працював Михайлов, був захоплений Червоною армією. Більшість медперсоналу розстріляли, а Михайлова залишили живим і зарахували до Червоної армії на посаду дезінфектора.
1921 року відновився в Харківському університеті (тоді — Харківському інституті народної освіти). У студентські роки починає тісно співпрацювати з Харківською обсерваторією, працює під керівництвом Миколи Євдокимова.
Навесні 1926 Михайлов закінчив ХІНО, а у вересні 1928 поступив на роботу в Харківську обсерваторію на посаду обчислювача. Закінчує аспірантуру і в жовтні 1930 року переходить на посаду астронома. З 1932 року викладає у Харківському державному університеті, а з 1934 — в Інженерно-будівельному інституті (комплекс астрономічних дисциплін на геодезичному факультеті). Виконав низку астрометричних робіт на меридіанному колі та пасажному інструменті Харківської обсерваторії. В 1935 отримав вчене звання доцента астрономії, а в 1936 — вчений ступінь кандидата астрономічних наук (без захисту дисертації). Навесні 1941 року Михайлов розпочав велику програму спостережень на меридіанному кругу для складання Каталогу слабких зір та встановлення інерційної системи координат у Галактиці. Роботи були перервані початком Німецько-радянської війни.
17 жовтня 1941 року, за кілька днів до входу до Харкова гітлерівських військ, Михайлов був призначений виконувачем обов'язків директора Харківської обсерваторії. Йому вдалося сховати більшу частину обладнання та книг у підвалах обсерваторії, що дозволило ввести в дію астрономічні інструменти вже за кілька місяців після визволення Харкова. Михайлов також зумів зберегти обсерваторський архів. Декілька астрономів, які залишилися в Харкові під час окупації, були розстріляні або загинули від голоду, але Михайлову вдалося вижити. Після звільнення Харкова восени 1943 року він одразу очолив роботи з відновлення обсерваторії.
У повоєнні роки Михайлов продовжив складання Каталогу слабких зір, активно займався організаційною та педагогічною діяльністю.
Помер 3 лютого 1955 року від раку печінки.